# Terry Chimes
Terry Chimes (* 5. července 1956, Stepney, Londýn, Anglie) byl původní bubeník punk rockové skupiny The Clash. Také hrál v Hanoi Rocks v roce 1985. Na konci osmdesátých let 20. století vystupoval s heavy metalovou skupinou Black Sabbath.